# دي سبيس
DSpace هو حزمة برمجيات مصدر مفتوح تُستخدم عادةً لإنشاء مستودعات الوصول المفتوح للمحتوى الرقمي العلمي والمنشور. وعلى الرغم من أن DSpace يشترك في بعض الميزات مع نظام إدارة المحتوى وأنظمة إدارة الوثائق، إلا أن برنامج مستودع DSpace يخدم غرضًا محددًا كنظام أرشيف رقمي، يركز على التخزين طويل الأجل والوصول والحفاظ على المحتوى الرقمي. يسرد سجل DSpace الاختياري أكثر من ثلاثة آلاف مستودع حول العالم.

## التاريخ
تم إصدار أول نسخة عامة من DSpace في نوفمبر 2002، كمجهود مشترك بين مطوري معهد ماساتشوستس للتكنولوجيا ومختبرات إتش بي. بعد أول اجتماع لمجموعة المستخدمين في مارس 2004، شكلت مجموعة من المؤسسات المهتمة اتحاد DSpace، والذي حدد إدارة تطوير البرمجيات المستقبلية من خلال تبني نموذج تطوير المجتمع الخاص بـ مؤسسة أباتشي، بالإضافة إلى تأسيس مجموعة ملتزمي DSpace.
في يوليو 2007، ومع نمو مجتمع مستخدمي DSpace، شكلت HP وMIT معًا مؤسسة DSpace، وهي منظمة غير ربحية قدمت القيادة والدعم. في مايو 2009، أدى التعاون في المشاريع ذات الصلة وتزايد التآزر بين مؤسسة DSpace ومنظمة Fedora Commons إلى اندماج المنظمتين لتحقيق مهمتهما المشتركة ضمن منظمة غير ربحية تسمى DuraSpace.
اندمجت DuraSpace مع LYRASIS في يوليو 2019. حاليًا، يتلقى برنامج DSpace ومجتمع المستخدمين قيادتهما وتوجيههما من LYRASIS.

## التكنولوجيا
تم بناء DSpace باستخدام لغة البرمجة جافا وتطبيقات الويب، والعديد من البرامج المرتبطة ومخزن البيانات الوصفية. توفر تطبيقات الويب واجهات للإدارة والإيداع والمعالجة والبحث والوصول. يتم الحفاظ على مخزن الأصول على نظام ملفات أو نظام تخزين مشابه. يتم تخزين البيانات الوصفية، بما في ذلك معلومات الوصول والتكوين، في قاعدة بيانات علائقية وتدعم استخدام بوستجري إس كيو إل وقاعدة بيانات أوراكل.
تتوفر محتويات DSpace بشكل أساسي عبر واجهة المستخدم على الويب. تدعم الإصدارات الأحدث من DSpace أيضًا وظائف البحث المصفاة والتصفح باستخدام Apache Solr.

## الميزات
بعض الميزات الرئيسية لـ DSpace هي كما يلي:
- برمجيات مصدر مفتوح مجانية
- إمكانية التخصيص الكامل لتلبية احتياجات المستخدمين
- إدارة وحفظ جميع أنواع المحتوى الرقمي (صيغة المستندات المنقولة، وورد، جيه بيه إي جي، MPEG، تيف)
- بحث قائم على Apache Solr للبيانات الوصفية والمحتوى النصي الكامل
- دعم صيغة التحويل الموحد-8
- واجهة متوفرة بـ22 لغة[17]
- التحكم في الوصول بناءً على المجموعات لتحديد الأذونات حتى مستوى الملفات الفردية
- محسّن للفهرسة بواسطة الباحث العلمي (جوجل)
- التكامل مع BASE، CORE، OpenAIRE، Unpaywall، ووورلد كات[18]

## أنظمة التشغيل
يعمل برنامج DSpace على أنظمة Linux وSolaris وUnix وUbuntu وWindows. يمكن أيضًا تثبيته على OS X.
يُعتبر Linux هو نظام التشغيل الأكثر شيوعًا لـ DSpace.